# Hickls illustrierter jüdischer Volkskalender
Hickls illustrierter jüdischer Volkskalender war ein deutschsprachiger jüdischer Volkskalender, der von 1902 bis 1938 in Brünn (tschech. Brno) in der Habsburgermonarchie und später in der Ersten Tschechoslowakischen Republik erschienen ist.

## Geschichte
Der von Max Hickl 1902 unter dem Titel Jüdischer Volkskalender gegründete und herausgegebene Kalender bot seinen Lesern neben dem Kalenderteil, der auch Erläuterungen der verschiedenen Feiertagsriten enthält, zahlreiche literarische und essayistische Texte zum Judentum im In- und Ausland. Etliche Texte wurden aus dem Hebräischen und Jiddischen übersetzt. Zu den Beiträgern gehörten Adolf Kurrein, Hugo Zuckermann und Morris Rosenfeld. Programmatisches Ziel des Kalenders war, ebenso wie bei anderen zeitgenössischen Publikationen, die Stärkung der jüdischen Identität gegenüber Diskriminierung und Assimilationsprozessen. Der Herausgeber Hickl unterstützte die zionistische Bewegung und druckte daher etliche Texte zu Auswanderung und Ansiedlung in Palästina ab. Weil er zugleich Herausgeber der Jüdischen Volksstimme (1900–1934) war, wurde oftmals in der Zeitung für den Bezug des Kalenders geworben. 1909 erfolgte die Umbenennung in Hickls illustrierter jüdischer Volkskalender. Die allmähliche Verdopplung des Seitenumfangs und die Vielzahl an Werbeanzeigen dokumentieren den kommerziellen Erfolg des Kalenders in der jüdischen Gemeinde in Brünn und in der Region Mähren.

„Geht ein Deutscher zum Tschechentum über, so tut er das für seine Person. Die übrigen Deutschen läßt er ungeschoren. Erklärt sich aber ein jüdischer Assimilant als Tscheche, so pronunziert er (zur Sicherheit) gleich: Es gibt ja gar keine jüdische Nation. — Man durchdenke diese geradezu kosmische Frechheit! Um seinen Abfall zu verdecken, möchte der Assimilant am liebsten alle Juden zu Zwangs-Renegaten machen. Er räumt gründlich auf. Weil er für seine Person es nicht will, darf sich niemand, niemand zum jüdischen Volk bekennen. Gewissenszwang verdunkelte die Welt, wenn es nach diesen "Liberalen" und "Fortschrittlern" ginge! (...) Zionismus heißt die Mitte, der Weg!“